# Liste der Kulturdenkmale in Gablenz (Crimmitschau)

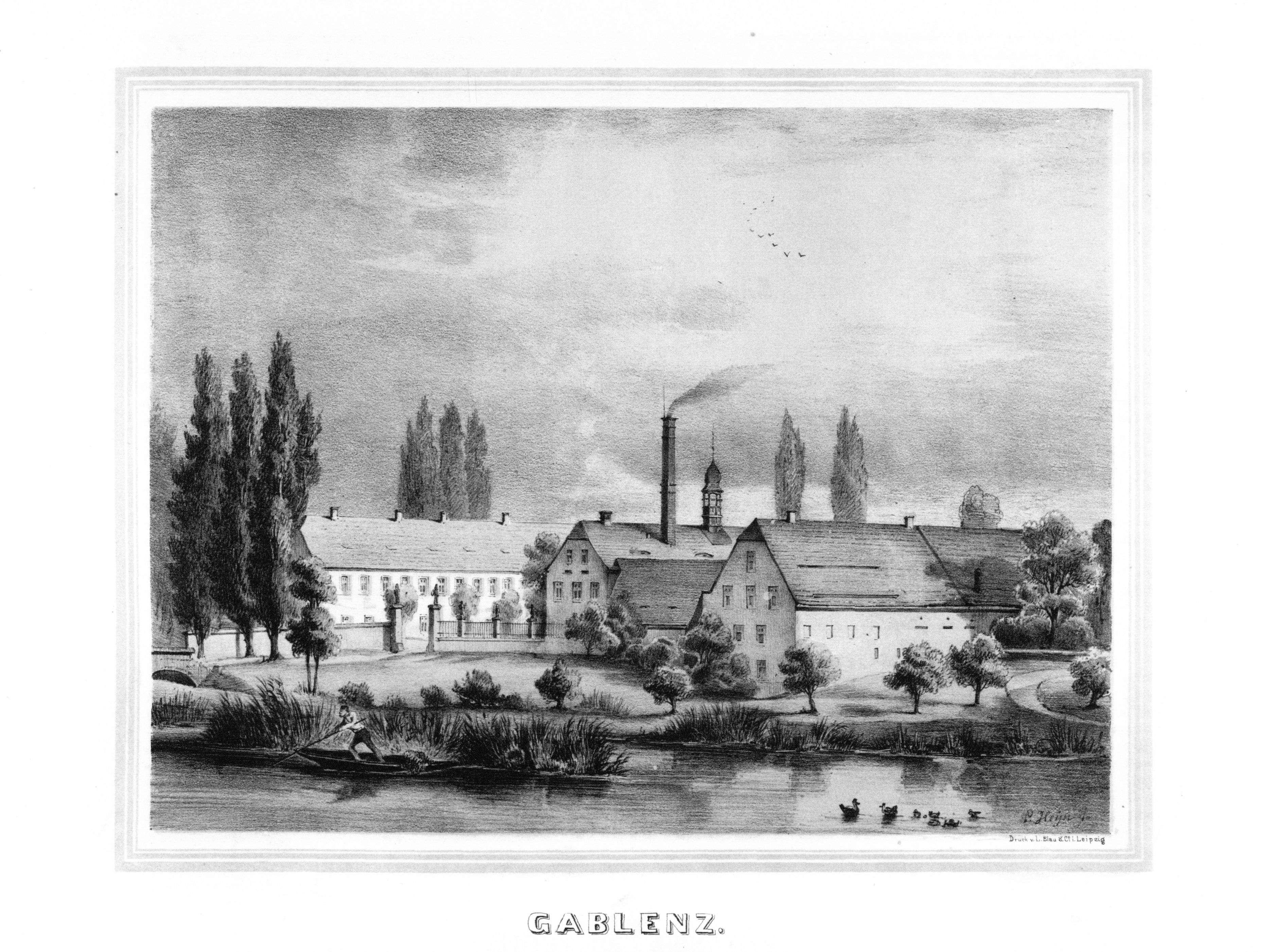
Alte Ansicht von Gablenz

Die Liste der Kulturdenkmale in Gablenz (Crimmitschau) enthält die in der amtlichen Denkmalliste des Landesamtes für Denkmalpflege Sachsen ausgewiesenen Kulturdenkmale im Crimmitschauer Ortsteil Gablenz.

## Legende
- Bild: Bild des Kulturdenkmals, ggf. zusätzlich mit einem Link zu weiteren Fotos des Kulturdenkmals im Medienarchiv Wikimedia Commons. Wenn man auf das Kamerasymbol klickt, können Fotos zu Kulturdenkmalen aus dieser Liste hochgeladen werden:
- Bezeichnung: Denkmalgeschützte Objekte und ggf. Bauwerksname des Kulturdenkmals
- Lage: Straßenname und Hausnummer oder Flurstücknummer des Kulturdenkmals. Die Grundsortierung der Liste erfolgt nach dieser Adresse. Der Link (Karte) führt zu verschiedenen Kartendiensten mit der Position des Kulturdenkmals. Fehlt dieser Link, wurden die Koordinaten noch nicht eingetragen. Sind diese bekannt, können sie über ein Tool mit einer Kartenansicht einfach nachgetragen werden. In dieser Kartenansicht sind Kulturdenkmale ohne Koordinaten mit einem roten bzw. orangen Marker dargestellt und können durch Verschieben auf die richtige Position in der Karte mit Koordinaten versehen werden. Kulturdenkmale ohne Bild sind an einem blauen bzw. roten Marker erkennbar.
- Datierung: Baubeginn, Fertigstellung, Datum der Erstnennung oder grobe zeitliche Einordnung entsprechend des Eintrags in der sächsischen Denkmaldatenbank
- Beschreibung: Kurzcharakteristik des Kulturdenkmals entsprechend des Eintrags in der sächsischen Denkmaldatenbank, ggf. ergänzt durch die dort nur selten veröffentlichten Erfassungstexte oder zusätzliche Informationen
- ID: Vom Landesamt für Denkmalpflege Sachsen vergebene, das Kulturdenkmal eindeutig identifizierende Objekt-Nummer. Der Link führt zum PDF-Denkmaldokument des Landesamtes für Denkmalpflege Sachsen. Bei ehemaligen Kulturdenkmalen können die Objektnummern unbekannt sein und deshalb fehlen bzw. die Links von aus der Datenbank entfernten Objektnummern ins Leere führen. Ein ggf. vorhandenes Icon  führt zu den Angaben des Kulturdenkmals bei Wikidata.

## Gablenz
| Bild                                    | Bezeichnung                                                                                    | Lage                             | Datierung                                 | Beschreibung | ID       |
| --------------------------------------- | ---------------------------------------------------------------------------------------------- | -------------------------------- | ----------------------------------------- | --- | -------- |
| Direkt Bild zu diesem Denkmal hochladen | Wohnhaus, wahrscheinlich ehemaliges Seitengebäude eines Bauernhofes                            | Am Damm 3 (Karte)                | 2. Hälfte 18. Jahrhundert                 | Baugeschichtlich und sozialgeschichtlich von Bedeutung, ein Fachwerkbau, Zeugnis bäuerlicher Lebensweise vergangener Zeiten. | 09240195 |
| Direkt Bild zu diesem Denkmal hochladen | Kirche mit Ausstattung                                                                         | Gablenzer Hauptstraße (Karte)    | 1864–1865                                 | Baugeschichtlich, ortsgeschichtlich und ortsbildprägend von Bedeutung, ein Bau im Rundbogenstil des 19. Jahrhunderts. Orgel 1865 von Bärmig aus Werdau, drei Glocken von J. Gotthelft, romanischer Taufstein aus Sandstein, Baumeister Reichenbach aus Grumbach. | 09240498 |
| Direkt Bild zu diesem Denkmal hochladen | Häuslerhaus, ehemals Kaltmangelgebäude                                                         | Gablenzer Hauptstraße 11 (Karte) | 2. Hälfte 18. Jahrhundert                 | Sozialgeschichtlich und baugeschichtlich von Bedeutung, ein Fachwerkhaus. Fachwerk Obergeschoss, Teil des Erdgeschosses Fachwerk, Proportionen erhalten, Satteldach, guter Originalbestand, war oder ist Kaltmangel Gablenz, Giebeldreieck verkleidet, wichtig für Straßenbild und Fachwerk im Erdgeschoss – selten. | 09240199 |
| Direkt Bild zu diesem Denkmal hochladen | Wohnstallhaus und Seitengebäude eines Bauernhofes                                              | Gablenzer Hauptstraße 17 (Karte) | 2. Hälfte 18. Jahrhundert (Wohnstallhaus) | Baugeschichtlich von Bedeutung, Fachwerkbauten. - Fachwerk Obergeschoss, Erdgeschoss massiv unterfahren, traufseitiger Anbau, Frackdach, Gliederung Fachwerk erhalten, schöner Giebel, Satteldach, Erdgeschoss zu große Fenster, massiv, - Seitengebäude: Hofseitig Garageneinbau, rückwärtig massiver Anbau, Straßenansicht wichtig, schlechter Zustand. | 09240497 |
| Direkt Bild zu diesem Denkmal hochladen | Wohnstallhaus und Seitengebäude eines Vierseithofes                                            | Gablenzer Hauptstraße 33 (Karte) | nach 1800                                 | Baugeschichtlich von Bedeutung, Fachwerkbauten. Erdgeschoss massiv, Krüppelwalmdach, Seitengebäude: Erdgeschoss Fachwerk | 09240495 |
| Direkt Bild zu diesem Denkmal hochladen | Seitengebäude und Stallgebäude eines Vierseithofes                                             | Gablenzer Hauptstraße 35 (Karte) | um 1800                                   | Wirtschaftsgeschichtlich und baugeschichtlich von Bedeutung, Fachwerkbauten. - Seitengebäude: Mit Auszüglerwohnung, Fachwerk im Erdgeschoss, sehr guter Erhaltungszustand, Krüppelwalmdach, wichtig für Ortsbild, mit gutem Originalbestand, - Stall: im Erdgeschoss verändert durch Garageneinbauten, Krüppelwalmdach, Fachwerk Obergeschoss original mit Inschrift in Schwelle, ein Giebel verbrettert, Inschrift nicht lesbar. | 09240494 |
| Direkt Bild zu diesem Denkmal hochladen | Wohnhaus eines Dreiseithofes                                                                   | Gablenzer Hauptstraße 38 (Karte) | um 1700                                   | Hausgeschichtlich von Bedeutung, ein Fachwerkhaus mit altertümlicher Fachwerkkonstruktion (Thüringer Leiter, Kopfstreben), baugeschichtlich von Bedeutung. Fachwerk Obergeschoss, gut erhalten, Schwelle gefast, Schiffchenkehle leicht geformt, geblattete Kopfbänder, Thüringer Leiter, Erdgeschoss massiv, Ziegelmauerwerk, wichtig für Ortsbild. | 09240493 |
| Direkt Bild zu diesem Denkmal hochladen | Wohnhaus eines Bauernhofes                                                                     | Gablenzer Hauptstraße 41 (Karte) | 2. Hälfte 18. Jahrhundert                 | Sozialgeschichtlich und baugeschichtlich von Bedeutung, ein Fachwerkhaus. Fachwerk Obergeschoss, Satteldach, Erdgeschoss massiv unterfahren, guter Bestand, Hofseite massiv, leerstehend, Besitzer wohnt in Oberschindmaas. | 09240492 |
| Direkt Bild zu diesem Denkmal hochladen | Vorderes Seitengebäude (Torhaus) eines Vierseithofes                                           | Gablenzer Hauptstraße 49 (Karte) | um 1800                                   | Landschaftsprägender Fachwerkbau in gutem Originalzustand, hausgeschichtlich und sozialgeschichtlich von Bedeutung, baugeschichtlich von Bedeutung. Straßenseitiges Seitengebäude – Torhaus – um 1800 erbaut. Erdgeschoss massiv, Obergeschoss Fachwerk mit teils geschweiften Streben in Eckgefachen, im Torbereich massiv, großes Schiebetor, sehr schönes originales Mitteldrehflügelfenster an der Hoftraufseite, Abschluss durch Krüppelwalmdach. Das Haus ist in sehr gutem Originalzustand überliefert. Hierdurch und durch die zeittypische Konstruktionsweise dokumentiert es ländliches Bauhandwerk und ländliche Arbeits- und Lebensbedingungen seiner Entstehungszeit. Der Denkmalwert leitet sich danach aus der bau- und sozialgeschichtlichen Bedeutung des Hauses ab. Durch die isolierte Lage prägt gerade dieses Gebäude das Landschaftsbild maßgeblich. (LfD/2012) Beide: Tordurchfahrt, Fachwerk Obergeschoss, Erdgeschoss massiv, - Erstes Seitengebäude: Geschweifte Streben in Eckgefachen, im Torbereich massiv, großes Schiebetor, sehr schönes, originales Fenster, Krüppelwalmdach, - Hinteres Seitengebäude: Vermutlich durch Brand des Nachbargebäudes geschädigt, Fachwerk teils massiv ersetzt, möglicherweise auch Umbauten am Dachstuhl – Streichung 2012. | 09240545 |
| Direkt Bild zu diesem Denkmal hochladen | Zwei Seitengebäude eines Vierseithofes sowie gemauertes Hoftor                                 | Lauenhainer Weg 26 (Karte)       | nach 1800                                 | Fachwerkbauten, baugeschichtlich von Bedeutung. Tor mit Pforte, Seitengebäude: Fachwerk Obergeschoss, Erdgeschoss massiv, Satteldach. | 09240191 |
| Direkt Bild zu diesem Denkmal hochladen | Seitengebäude eines Vierseithofes                                                              | Lauenhainer Weg 39 (Karte)       | 2. Hälfte 18. Jahrhundert                 | Das Seitengebäude mit altertümlicher Fachwerkkonstruktion (V-Streben), baugeschichtlich von Bedeutung. - Seitengebäude: Gut erhaltener Originalbestand, am Obergeschoss Käsetrockenkasten, Erdgeschoss Fachwerk vollständig erhalten, im Obergeschoss befand sich ursprünglich Raum für Tanz, hier Unterzug mit leichtem Schiffchenkehlenornament, Schiebefenster, - Scheune: Eingeschossig, Fachwerk, ein Giebel massiv, Tenne mit Lehmstrich, Trennwände zwischen Tenne und Bansen erhalten, eine Durchfahrt, große Holztore, Satteldach, doppelt stehender Stuhl – Kehlbalkendach, unterkellert – zwei kleine tonnengewölbte Kartoffelkeller, Bruchsteinmauerwerk. (Scheune 2009 baulich stark verändert – unter anderem Dachstuhl abgebrochen und danach für Wohnungen ausgebaut – daher 2009 gestrichen) - Massiver Torbogen als Hofzufahrt (zwischen Scheune und Wohnhaus) – 2009 abgebrochen. | 09240192 |
| Direkt Bild zu diesem Denkmal hochladen | Stallgebäude, Scheune und zweites Stallgebäude (mit zugesetzter Oberlaube) eines Vierseithofes | Lauenhainer Weg 43 (Karte)       | um 1800                                   | Wirtschaftsgeschichtlich und baugeschichtlich von Bedeutung, ortsbildprägende Fachwerkbauten. - Stallgebäude: Erdgeschoss massiv, Fachwerk Obergeschoss, Satteldach, - Scheune: Fachwerk, Kniestock, Satteldach, - In einem Stallgebäude: Ehemaliges Ausgedinge, Giebel verbrettert. | 09240190 |

## Gösau
| Bild                                    | Bezeichnung                                                         | Lage                  | Datierung                 | Beschreibung | ID       |
| --------------------------------------- | ------------------------------------------------------------------- | --------------------- | ------------------------- | --- | -------- |
| Direkt Bild zu diesem Denkmal hochladen | Wohnstallhaus und Stallgebäude eines Vierseithofes                  | Dorfstraße 4 (Karte)  | 1826                      | Sozialgeschichtlich und baugeschichtlich von Bedeutung, Fachwerkbauten. - Stall: Böhmisches Kappengewölbe und Säulen aus Entstehungszeit, Gewölbe gefährdet, Fachwerk Obergeschoss, gezapfte Eckstreben, Erdgeschoss massiv, - Wohnhaus: Zwei erhaltene Türgewände mit datiertem Schlussstein, Erdgeschoss massiv, Vorhäuschen nachträglich, wichtig für Ortsbild, ein Giebel massiv, zu große Fenster, Inschrift an Schwelle an Straßenseite des Gebäudes.                                                              | 09242808 |
| Direkt Bild zu diesem Denkmal hochladen | Wohnstallhaus (Umgebindehaus) und Seitengebäude eines Vierseithofes | Dorfstraße 11 (Karte) | vor 1800                  | Sozialgeschichtlich und baugeschichtlich von Bedeutung, Fachwerkbauten, das Wohnhaus eines der seltenen Umgebindehäuser. Beide Satteldächer, - Seitengebäude: Ein Giebel verschlagen, Erdgeschoss massiv, - Wohnhaus: Umgebinde mit Doppelständern und Knaggen, alle Holzverbindungen gezapft, Holzeinschubdecke der ehemaligen Biehlernen Stube erhalten, Ständer ehemaligen Umgebindes erhalten, auf Feldsteinen stehend, - Seitengebäude: Lehmstock im Erdgeschoss zum größten Teil erhalten, Giebel Ziegelmauerwerk. | 09242809 |
| Direkt Bild zu diesem Denkmal hochladen | Wohnstallhaus und Stallgebäude eines Vierseithofes                  | Dorfstraße 14 (Karte) | um 1800                   | Baugeschichtlich von Bedeutung, ortsbildprägende Fachwerkbauten, das Wohnhaus mit älterer Fachwerkkonstruktion (Thüringer Leiter). Wohnhaus: Datiert, aber Inschrift und Datierung nicht lesbar, weit vorkragende Dächer, Fachwerk Obergeschoss, Erdgeschoss massiv, Erdgeschoss verändert mit zu großem Fenster, beide Häuser mit Krüppelwalmdach. | 09242810 |
| Direkt Bild zu diesem Denkmal hochladen | Stallgebäude eines Vierseithofes                                    | Dorfstraße 15 (Karte) | um 1800                   | Baugeschichtlich von Bedeutung, ein Fachwerkbau. Fachwerk Obergeschoss, Eckstreben gezapft, Giebel verschiefert, originale Fenster, Krüppelwalmdach, Erdgeschoss massiv. | 09242811 |
| Direkt Bild zu diesem Denkmal hochladen | Wohnstallhaus, Stall und Scheune eines Vierseithofes                | Dorfstraße 17 (Karte) | Anfang 19. Jahrhundert    | Baugeschichtlich von Bedeutung, ortsbildprägende Fachwerkbauten, das Wohnhaus mit älterer Fachwerkkonstruktion (Thüringer Leiter). - Wohnhaus und Stall: Erdgeschoss massiv, Obergeschoss Fachwerk, weit vorkragende Dächer, - Wohnhaus: Hofseite ein zu großes Fenster, Türgewände verändert, ursprünglich Umgebinde mit Biehlerner Stube, Krüppelwalmdach, Giebel verschiefert. | 09242812 |
| Direkt Bild zu diesem Denkmal hochladen | Wohnhaus und Scheune eines Bauernhofes                              | Dorfstraße 23 (Karte) | vor 1800                  | Sozial- und baugeschichtlich von Bedeutung, Fachwerkbauten. - Wohnhaus: Mit gezapften Streben, Schiffchenkehlen in Schwelle, vorkragend über Rähm, Erdgeschoss massiv unterfahren, entstellender Vorbau, Satteldach, - Scheune: Gezapfte Holzveränderungen, kleine Veränderungen am Fachwerk. | 09242814 |
| Direkt Bild zu diesem Denkmal hochladen | Seitengebäude eines Vierseithofes                                   | Dorfstraße 27 (Karte) | um 1800                   | Baugeschichtlich von Bedeutung, ein Fachwerkhaus. Heute als Seitengebäude genutzt, Garageneinbau, guter Bauzustand, Schiebefenster im Obergeschoss, Satteldach. | 09242816 |
| Direkt Bild zu diesem Denkmal hochladen | Ehemaliges Wohnstallhaus und Scheune eines Dreiseithofes            | Dorfstraße 28 (Karte) | 2. Hälfte 18. Jahrhundert | Sozialgeschichtlich, hausgeschichtlich und baugeschichtlich von Bedeutung, Fachwerkbauten. Satteldächer, Wohnhaus: Erdgeschoss massiv, teilweise Reste Blockstube erhalten – Garageneinbau, Holzeinschubdecke erhalten, Backofenanbau: Backofen nicht mehr funktionstüchtig, ungenutzt. | 09242817 |
| Direkt Bild zu diesem Denkmal hochladen | Scheune eines Vierseithofes                                         | Dorfstraße 29 (Karte) | um 1800                   | Wirtschaftsgeschichtlich von Bedeutung, ein Fachwerkbau. Guter Bauzustand, Denkmalwert geprüft und bestätigt. | 09242818 |
| Direkt Bild zu diesem Denkmal hochladen | Hakenhof                                                            | Sandberg 3 (Karte)    | 2. Hälfte 18. Jahrhundert | Sozialgeschichtlich von Bedeutung, zum Teil ein Fachwerkhaus. Fachwerk, Fensterstock Holz, Anbau vermutlich massives Erdgeschoss, Obergeschoss Fachwerk verputzt, zurzeit leer stehend, gezapfte Holzverbindungen, (Anschrift möglicherweise: Am Sandberg 3). | 09242807 |

## Gosel
| Bild                                    | Bezeichnung                                                                                           | Lage                 | Datierung                       | Beschreibung | ID       |
| --------------------------------------- | --- | -------------------- | ------------------------------- | --- | -------- |
| Direkt Bild zu diesem Denkmal hochladen | Wohnstallhaus, zwei Seitengebäude und Torbogen eines Vierseithofes                                    | Gosel 3 (Karte)      | bezeichnet 1792 (Wohnstallhaus) | Sozialgeschichtlich, wirtschaftsgeschichtlich und baugeschichtlich von Bedeutung, Fachwerkbauten. - Wohnstallhaus: Datiert 1792, Torbogen um 1800, - Seitengebäude: Um 1800, - Am Wohnhaus: Traufseitiger Anbau, nicht störend, - Seitengebäude: Ein Giebel massiv, guter Originalzustand, Krüppelwalmdach, zweites Seitengebäude im Hof in ähnlicher Gestaltung wie Seitengebäude an der Straße, Wohnstallhaus und ein Seitengebäude teilsaniert, drittes Seitengebäude (Flstk. 456/2) 1996 abgebrochen und durch Eigenheim ersetzt. | 09240501 |
| Direkt Bild zu diesem Denkmal hochladen | Zwei Seitengebäude eines ehemaligen Vierseithofes                                                     | Gosel 9a; 9b (Karte) | bezeichnet 1858                 | Wirtschaftsgeschichtlich von Bedeutung, traditionelle bäuerliche Wirtschaftsgebäude, zum Teil in Fachwerkbauweise. - Rinderstall: Zweigeschossiger Putzbau, mittelrisalitartig betont, gewölbter Stallteil weitgehend erhalten, ehemaliger Scheunenteil umgenutzt zu Wohnzwecken, guter Originalzustand, - Stallscheune: 1999 Umnutzung zu Wohnzwecken, dabei Fassade und Konstruktion erhalten, - Scheune: Eingeschossiger Fachwerkbau, rund 26 m × 12 m, Ausfachung teilweise durch Ziegelmauerwerk ersetzt, Dach hofseitig rund 0,9 Meter vorkragend, dort Lehmausfachung, Kehlbalkendach mit liegendem Stuhl, die Kehlbalken mit Unterzügen. 2007: Scheune abgebrochen, Rinderstall: Hausnummer 9a, Stallscheune: Hausnummer 9b.                                       | 09243175 |
| Direkt Bild zu diesem Denkmal hochladen | Wohnstallhaus (Umgebindehaus), Seitengebäude und Scheune eines ehemaligen Vierseithofes sowie Torwand | Gosel 15 (Karte)     | um 1750                         | Sozialgeschichtlich, wirtschaftsgeschichtlich und baugeschichtlich von Bedeutung, Fachwerkbauten, das Wohnhaus eines der seltenen Umgebindehäuser, das Seitengebäude mit Kumthalle. - Wohnhaus: Fachwerk Obergeschoss, Erdgeschoss massiv, Satteldach, Umgebinde mit Blockstube, Holzeinschubdecke, Schiffchenkehlen, gezapfte Holzverbindungen, liegender Dachstuhl (um 1750), im Erdgeschoss teilweise massiv, - Scheune: Vermutlich nachträglich gehoben, Drempel, Satteldach, ein Giebel massiv (um 1750), - Seitenbäude: Erdgeschoss massiv, Fachwerk Obergeschoss, Satteldach, verschiefert, mit ehemaligen Remisen, stehender Dachstuhl, Holzverblattungen, Rautenornament am Giebel, gezapfte Holzverbindungen, ehemals Auszüglerstube, - Torbogen: 1799, Tor 1801 | 09240500 |